# Больше никогда не спи: Наследие улицы Вязов
«Больше никогда не спи: Наследие улицы Вязов» (англ. Never Sleep Again: The Elm Street Legacy) — американский документальный фильм продолжительностью 4 часа, рассказывающий историю создания одного из самых успешных сериалов ужасов в кино «Кошмар на улице Вязов». Ведущая — актриса Хизер Ландженкамп, сыгравшая в трёх картинах франшизы. Она также выступила в качестве исполнительного продюсера проекта.

## Съёмки

### Производство
Первая совместная работа Фаррандса, Хатсона и Кэша — документальный фильм «Его звали Джейсон». Позже компания «Paramount Pictures» пригласила Фаррандса и Кэша работать над бонусным материалом к DVD-изданию ремейка «Пятницы, 13». Также они работали над материалами к триллеру «Призраки в Коннектикуте». По словам Фаррандаса они с Хатсоном поняли, что пришло подходящее время рассказать историю создания легендарных фильмов серии «Кошмар на улице Вязов», при этом их новый проект будет независимым. По словам авторов, они решили задействовать в съёмочный группе меньше людей, которые хотели создать «качественный фильм». Каждый, кто давал интервью для проекта, также поделился своими личными материалами со съёмок — фотографиями или видео, большинство из которых были сняты на обычную домашнюю камеру и ранее не публиковались в журналах или предыдущих документальных фильмах. К примеру, Дэвид Шоу поделился удалёнными сценами из сериала «Кошмары Фредди» — около 10 минут материала с участием Роберт Инглунда в образе маньяка. В своём интервью для ресурса «FEARnet» авторы представили тизер-трейлер фильма, а также кое-какие материалы со съёмок, продолжавшихся 20-25 дней. Фаррандс отметил, что Хатсон провёл множество часов за работой, пытаясь придать проекту структурированный вид, также он написал текст, который читает ведущая Хизер Ландженкамп и «составил больше тысячи вопросов», которые задавались актёрам и членам съёмочной группы фильмов. Авторам удалось собрать на съёмках практически всех, кто был причастен к созданию фильмов, но самым сложным оказалось связаться с актёром Марком Паттоном, сыгравшим Джесси Уолша. Тогда авторы объявили конкурс «Найди Джесси» на форумах поклонников сериала. Они обещали особые призы тем, кто окажет существенную помощь в поисках актёра, однако она не понадобилась, и авторы сами смогли связаться с Паттоном.

### Тизер-трейлер
В 2009 году, когда началась детальная проработка проекта, компания 1428 Films выпустила онлайн двух-минутный трейлер будущего фильма, в котором актриса Хизер Лэнджикэмп рассказывает об особенностях картины. По ходу работы, было принято решение собрать как можно больше количество ветеранов сериала, и в итоге практически вся съёмочная группа 8 фильмов приняла участие в съёмках, дав интервью. В конечном счёте, интервью было взято более чем у 106 человек, приложивших руку к созданию сериала.

### Художественные особенности
Создатели документального фильма обратились к художнику Мэттью Джозефу Пику для того, чтобы тот создал постер для DVD-издания фильма, а композитор первого фильма, Чарльз Бернштайн занялся оформлением звуковой дорожки. Мастер по спец-эффектам Джеффри Дэниэл Флинн создал перчатку Крюгера, которую многие интервьюируемые носили во время съёмок. В качестве слогана проекта было решено использовать тот же тэглайн, что и у первого фильма — «Не засыпай!» (англ. Don't... Fall... Asleep).

## Релиз
Документальный фильм вышел в виде 2-х дискового издания на DVD 4 мая 2010 года. В рамках продвижения фильма, каждый сделавший пред-заказ фильма на официальном сайте, получал в подарок постер первого фильма. Кроме того, заказчики получали права участия в розыгрыше постера к документальном фильму размером 27"x40" (приблизительно 27x100 см.) с автографами всех, кто работал над фильмом, включая актёров, режиссёров и продюсеров, у которых брали интервью.

### Диск 1. Документальный фильм
Фильм состоит из ряда интервью, сопровождаемых различными фотографиями, рисунками концепт-арта, раскадровками, постерами, архивными съёмками и другими материалами со съёмок всех 8 фильмов, большая часть которых ранее не публиковалась и впервые появляется перед зрителями. Интервью (всего их было взято 106) содержат подробные истории о работе над различными аспектами каждого из фильмов, а также рассказ Уэса Крейвена об идее самой первой части и образе Фредди Крюгера. Интервью было взято практически у всех актёров основного состава (за исключением Джонни Деппа, Патрисии Аркетт и Лоренса Фишберна, не принявших участия в съёмках). Кроме того, бывший глава студии «New Line Cinema», Боб Шей, рассказывает о том, как успех фильмов буквально спас одну из ныне крупнейших киностудий мира от банкротства.
Наиболее примечательные появления:
| Персоналия                 | Причастность к сериалу                                                                  |
| -------------------------- | --------------------------------------------------------------------------------------- |
| Уэс Крэйвен                | Создатель, режиссёр и сценарист                                                         |
| Роберт Инглунд             | Исполнитель роли Фредди Крюгера                                                         |
| Хизер Ландженкамп          | Исполнительница роли главной героини Нэнси Томпсон, в первом, третьем и седьмом фильмах |
| Джон Сэксон                | Исполнитель роли лейтенанта Томпсона                                                    |
| Хсу Гарсиа                 | Исполнитель роли Рода Лейна                                                             |
| Аманда Уайсс               | Исполнительница роли Тины Грей                                                          |
| Марк Паттон                | Исполнитель роли главного героя второй части Джесси Уорша                               |
| Клу Гулагер                | Исполнитель роли отца Джесси                                                            |
| Ким Майерс                 | Исполнительница роли Лизы Уэббер                                                        |
| Роберт Распер              | Исполнитель роли Рона Грейди                                                            |
| Маршалл Белл               | Исполнитель роли тренера Шнайдера                                                       |
| Кен Сэйгоуз                | Исполнитель роли Роланда Кинкейда, в третьей, четвёртый частях                          |
| Дженнифер Рубин            | Исполнительница роли Тэри Уайт                                                          |
| Лиза Уилкокс               | Исполнительница роли главной героини Элис Джонсон, в четвёртой, пятой частях            |
| Денни Хассел               | Исполнитель роли Дэна Джордана, в четвёртой, пятой частях                               |
| Андрас Джонс               | Исполнитель роли брата Элис Рика                                                        |
| Брук Тисс                  | Исполнительница Дебби Стивенс                                                           |
| Той Ньюкирк                | Исполнительница роли Шила Копеки                                                        |
| Джо Сили                   | Исполнитель роли Марка Грея, в пятой части                                              |
| Келли Джо Минтер           | Исполнительница роли Ивон                                                               |
| Лиза Зейн                  | Исполнительница роли главной героини Мегги Бероуз, в шестой части                       |
| Элис Купер                 | Исполнитель роли отчима Крюгера                                                         |
| Мико Хьюз                  | Исполнитель роли Дилана, в седьмой части                                                |
| Роберт Шей                 | продюсер, бывший глава «New Line Cinema»                                                |
| Сара Ришер                 | продюсер «New Line Cinema»                                                              |
| Джефф Катц                 | продюсер «New Line Cinema»                                                              |
| Рэйчел Талалай             | продюсер «New Line Cinema», режиссёр фильма Фредди мёртв. Последний кошмар              |
| Джек Шолдер                | режиссёр фильма Кошмар на улице Вязов 2: Месть Фредди                                   |
| Чак Рассел                 | режиссёр фильма Кошмар на улице Вязов 3: Воины сна                                      |
| Ренни Харлин               | режиссёр фильма Кошмар на улице Вязов 4: Повелитель сна                                 |
| Стивен Хопкинс             | режиссёр фильма Кошмар на улице Вязов 5: Дитя сна                                       |
| Ронни Ю                    | режиссёр фильма Фредди против Джейсона                                                  |
| Марк Свифт и Дэмиэн Шеннон | сценаристы фильма Фредди против Джейсона                                                |
| Чарльз Бернштайн           | композитор фильма Кошмар на улице Вязов                                                 |
| Кристофер Янг              | композитор фильма Кошмар на улице Вязов 2: Месть Фредди                                 |
| Alice Cooper               | камео в фильме Фредди мёртв. Последний кошмар                                           |
| Dokken                     | написали песни для фильма Кошмар на улице Вязов 3: Воины сна                            |
| Кейн Ходдер                | Сыграл Джейсона Вурхиза в 4 из 12 фильмов серии «Пятница, 13».                          |

В конце документального фильма, актеры говорят реплики своих персонажей.

### Диск 2. Бонусные материалы
Все нижеперечисленные бонусы расположились на втором диске DVD-издания фильма.

#### Расширенные интервью
Актёры и члены съёмочной площадки всех 8 фильмов делятся воспоминаниями о съёмках фильмов. Продолжительность видео — от 5 до 20 минут. Также В отдельном ролике актёры высказывают своё мнение по поводу ремейка оригинальной картины 1984 года.
Интервью представлены без обработки видео — дизайнерски фон отсутствует, в видео показан зелёный экран, на который позже накладывалось фоновое изображение

#### Пасхальное яйцо
Чарльз Фляйшер (сыгравший врача в клинике по исследованию расстройств сна в первой части) на протяжении 3 минут дурачится перед камерой. На DVD-издании этот ролик спрятан в меню.

#### Я — Нэнси
Семиминутное превью ещё одного документального фильма, снятого актрисой Хизэр Лэнджикэмп, «Я — Нэнси».

#### Ради любви к перчатке
За 20 минут авторы сериал успевают рассказать практически всё, что нужно знать поклоннику о создании, пожалуй, самого известного орудия пыток в истории кино — легендарной перчатке с лезвиями. Для каждого фильма была разработана своя перчатка.

#### Фаны Фредди
13-минутный ролик рассказывает о продукции, выпущенной под логотипом Фредди Крюгера, о самых больших фанатских коллекциях и о влиянии персонажей сериала на поклонников и поп-культуру. Включает в себя интервью с Робертом Инглундом, Уэсом Крейвеном, Хизэр Лэнджикэмп, Лизой Уилкокс, Джеффом Катцом и Элисом Купером.

#### Возвращение на улицу Вязов
В этом 23 минутном видео ведущий Шон Кларк посетит все места, которые использовали для съёмок оригинальной картины 1984 года. Также в ролике появляются актрисы Хизер Лэнджикэмп (Нэнси Томпсон) и Аманда Уисс (Тина Грей), чтобы поделиться воспоминаниями о съёмках своих сцен в фильме. Кларк возьмёт короткое интервью у нынешней владелицы особняка № 1428, а также встретит Роберта Расслера (Рон Грейди) и Маршалла Белла (Тренер Шнайдер) из второй части — сначала он разозлит Расслера, когда откажется поехать с ним на место съёмок школы из второй серии, а затем он проедется по Маршаллу Беллу, который заставит его и Роберта отжиматься прямо напротив легендарной школы из ужастика.

#### Фредди против «Злобного Видеоигрового Нёрда»
Джеймс Рольф, известный Интернету как «Злобный Видеоигровой Нёрд», делится своими впечатлениями об одной из двух компьютерных игр серии, выпущенной для системы NES в 1989 году. Сам обзор на английском Вы можете посмотреть здесь Архивная копия от 23 октября 2017 на Wayback Machine.

#### Улица Вязов в комиксах и книгах
Писатели Дэвид Бишоп, Криста Фауст и Джеффри Томас рассказывают о том, как они придумывали истории о новых похождениях Крюгера, чем вдохновлялись.
Также авторы серии «Фредди и Джейсон против Эша» (часть 1 и 2) Джефф Катц, Джеффри Томас и Джейсон Крэйг поделятся своими впечатлениями о том, каково это — продолжить историю, начатую кросс-овером «Фредди против Джейсона». Интервью также дал автор сюжета комиксов от издательства Wildstorm — Чак Диксон.
Продолжительность — около 16 минут.

#### Композиторы и авторы песен
Короткие интервью с Чарльзом Бернштайном, Кристофером Янгом, группой Dokken, Крэйгом Сэфаном, Уэсом Крэйвеном, Ренни Харлином и актрисой и певицей Тъюсдэй Найт. Продолжительность — около 13 минут.

#### Художник постеров с улицы Вязов
В интервью с Мэттью Джозефом Пиком художник расскажет, как создавал постеры для первых пяти картин сериала. Продолжительность — 7 минут.

#### Кошмар на улице Вязов за 10 минут
Практически весь актёрский состав — включая эпизодические роли — повторит свои самые знаменитые реплики из всех восьми фильмов франшизы.

## Отзывы
Майкл Джинголд («Fangoria») дал проекту наивысшую оценку:
Тонны эксклюзивного материала со съёмочной площадки, и то, что эти кадры увидели свет — нечто невероятное! Это настоящее сокровище из редких и ранее не виденных материалов, включая удалённые сцены, создание спецэффектов, неудачных дублей и прочего. Фильм действительно отображает наследие, которое оставил весь сериал! Я гарантирую, что даже самые въедливые поклонники, которые уверены, что знают о сериале всё, увидят нечто такое, что удивит их своей новизной! Это одна из лучших документальных картин о кино!
Райан Дэйли («Bloody Disgusting») также поставил высшую оценку по критериям сайта:
Безоговорочные 5 баллов создателям Дэниэлу Фаррандсу и Эндрю Кэшу, талантливо снявшим это сокровище и рассказавшим удивительную историю создания фильмов! Даже для рядового фаната фильм станет откровением! … В этом фильме есть всё, за что можно любить документальное кино, и нет абсолютно ничего, за что его можно ненавидеть! Это до мелочей продуманный проект о любимой франшизе ужасов от New Line Cinema, и даже более — обо всём жанре в целом! И если честно, вы не найдёте документального фильма о кино лучше, чем этот!
Ник Хайман («Under The Radar») оценил фильм в 9 баллов из 10 и также отметил:
Значительно «порезанный студийными» боссами фильм «Его звали Джейсон» подвигнул авторов снять независимый проект, и это чувствуется — интервьюируемые более откровенны. […] И хотя этот фильм предназначен исключительно поклонникам, все будет полезно послушать историю о создании первого фильма «на голом энтузиазме». Студия «New Line Cinema» добилась успеха только благодаря этой картине. […] Этот документальный фильм — сокровищница для всех поклонников!
Джереми Томас («411mania»):
Первое, что поражает в этом фильме — его продолжительность в 4 часа! Это в два раза дольше, чем «Его звали Джейсон», хотя фильм сняла та же команда! […] Самое приятное, что при просмотре нет чувства спешки, актёры и создатели обдумывают свой ответ и доносят его до зрителей. Каждый из них даёт своё видение фильмов и работы над ними. И хотя Джонни Депп, Патрисия Аркетт и Брекин Мейер не приняли участие в съёмках, количество участников и качество изложенного материала вполне компенсирует сей факт! […], Несмотря на огромную продолжительность, благодаря авторам фильма время летит быстро за его просмотром!
Нил Карассик («Eye Weekly»)
Боже, они собрали практически всех, кто работал над фильмами, сериалом, а самое главное, он рассказывают свои истории так, что зритель не устаёт! […] Проект поражает глубиной своего освещения темы!

## Награды
Фильм выиграл две премии журнала «Home Media Magazine» — «Reaper Award» 2010 в номинациях «Best Direct-To-Video Title» и «Best In Show».
Также в 2010 году фильм выиграл премию «Saturn Award» в номинации «Лучший DVD-релиз года».